# Siège de Groenlo (1672)
Pour les articles homonymes, voir Siège de Groenlo.
Guerre de Hollande
Batailles
- Groenlo (06-1672)
- Solebay (06-1672)
- Coevorden (06-1672)
- Nimègue(07-1672)
- Groningue (07-1672)
- Saint-Lothain (02-1673)
- Schooneveld (1re) (06-1673)
- Maastricht (06-1673)
- Schooneveld (2de) (06-1673)
- Texel (08-1673)
- Bonn (11-1673)
- Arcey (01-1674)
- Pesmes (02-1674)
- Gray (02-1674)
- Scey-sur-Saône (03-1674)
- Chariez (03-1674)
- Vesoul (03-1674)
- Arbois (03-1674)
- Orgelet (03-1674)
- Besançon (04-1674)
- Dole (05-1674)
- Sinsheim (06-1674)
- Salins (06-1674)
- Belle-Île (06-1674)
- Lure (07-1674)
- Faucogney (07-1674)
- Sainte-Anne (07-1674)
- Fort-Royal (07-1674)
- Seneffe (08-1674)
- Entzheim (10-1674)
- Mulhouse (12-1674)
- Turckheim (01-1675)
- Stromboli (02-1675)
- Fehrbellin (06-1675)
- Salzbach
- Consarbrück
- Alicudi
- Agosta
- Palerme
- Maastricht
- Philippsburg
- Valenciennes
- Cambrai
- Saint-Omer
- Tobago
- La Peene (Cassel)
- Ypres
- Rheinfelden (07-1678)
- Saint-Denis

Le siège de Groenlo ou siège de Grolle se déroule du 1er au 10 juin 1672, pendant la Guerre de Hollande entre les forces combinées de France, de l'Électorat de Cologne et de la Principauté épiscopale de Münster et la petite ville néerlandaise de Groenlo. Il se termine par la reddition de la ville.
Le 1er juin 1672, après le secret Traité de Douvres entre la France, l'Angleterre, la Principauté de Munster et l'Électorat de Cologne contre les Provinces-Unies, les troupes commandées par Bernhard von Galen, évêque de Münster, contournent les défenses néerlandaises par le sud et envahissent l'est des Pays-Bas, assiégeant les villes de Enschede, Almelo, Borculo) et Groenlo, où les rejoignent les forces de France et de Cologne.

## Déroulement
Entourée de remparts et de fossés (qui ont déjà prouvé leur efficacité dans le siège de 1627), Groenlo est bien fournie en provisions, et défendue par 10 compagnies d'infanterie et 1 compagnie de cavalerie, soit 600 soldats commandés par le lieutenant-colonel d'infanterie Gustaff Tungel, disposant de 22 canons montés sur des nouveaux affûts. La ville résiste 10 jours aux quelque 100 000 hommes des forces alliés. Les troupes de l'évêque de Münster détruisent les plus importantes fortifications de Groenlo occupent la ville jusqu'en 1674.
Les alliés se tournent alors sur Deventer et d'autres villes. Commencent alors ce que les néerlandais appelleront la «Rampjaar», la pire année pour la République néerlandaise. 